# Бехранг Сафарі
Бехра́нг Сафарі́ (швед. Behrang Safari, перс. بهرنگ صفری, МФА: [behræng sæfæriː], * 9 лютого 1985, Тегеран) — шведський футболіст іранського походження. Лівий захисник бельгійського клубу «Андерлехт».
Насамперед відомий виступами за клуби «Мальме» та «Базель», а також національну збірну Швеції.
Дворазовий чемпіон Швейцарії. Володар Кубка Швейцарії. 

## Клубна кар'єра
Уродженець столиці Ірану Тегерана, у дворічному віці разом з родиною емігрував до Швеції.
Вихованець футбольної школи клубу «Мальме». Дорослу футбольну кар'єру розпочав 2004 року в основній команді того ж клубу, в якій провів чотири сезони, взявши участь у 59 матчах чемпіонату. 
Своєю грою за цю команду привернув увагу представників тренерського штабу швейцарського клубу «Базель», до складу якого приєднався 2008 року. Відіграв за команду з Базеля наступні три сезони своєї ігрової кар'єри. Більшість часу, проведеного у складі «Базеля», був основним гравцем захисту команди. За цей час виборов титул чемпіона Швейцарії (двічі), ставав володарем Кубка Швейцарії.
До складу бельгійського «Андерлехта» приєднався 2011 року. Наразі встиг відіграти за команду з Андерлехта 4 матчі в національному чемпіонаті.

## Виступи за збірну
2008 року дебютував в офіційних матчах у складі національної збірної Швеції. Наразі провів у формі головної команди країни 21 матч.

## Титули і досягнення
- Чемпіон Швейцарії (5):

«Базель»:  2009–10, 2010–11, 2013–14, 2014–15, 2015–16
- Чемпіон Бельгії (2):

«Андерлехт»: 2011–12, 2012–13
- Чемпіон Швеції  (4):

«Мальме»: 2004, 2016, 2017, 2020
- Володар Кубка Швейцарії (1):

«Базель»:  2009–10
- Володар Суперкубка Бельгії (1):

«Андерлехт»: 2012